# Образ жизни
О́браз жи́зни (лат. modus vivendi) или способ существования — система поведенческих, социокультурных, идентификационных и физиологических факторов, определяющих уникальный способ жизнедеятельности индивида или группы. Охватывает способы бытия, общение, межличностные отношения, а также способы познания и созидания, преобразования и адаптации к окружающей среде, включая формирование и развитие личности. Важными аспектами образа жизни являются питание и диета, физическая активность, социальные взаимодействия, культурные предпочтения, поведенческие привычки, личные ценности и убеждения, а также экономический статус. Образ жизни оказывает существенное воздействие на мышление, желания, интересы, здоровье, благополучие и качество жизни, и его исследование имеет важное значение для медицины, социологии, психологии и используется для выявления взаимосвязей и влияния на педагогическую практику.

## Описание

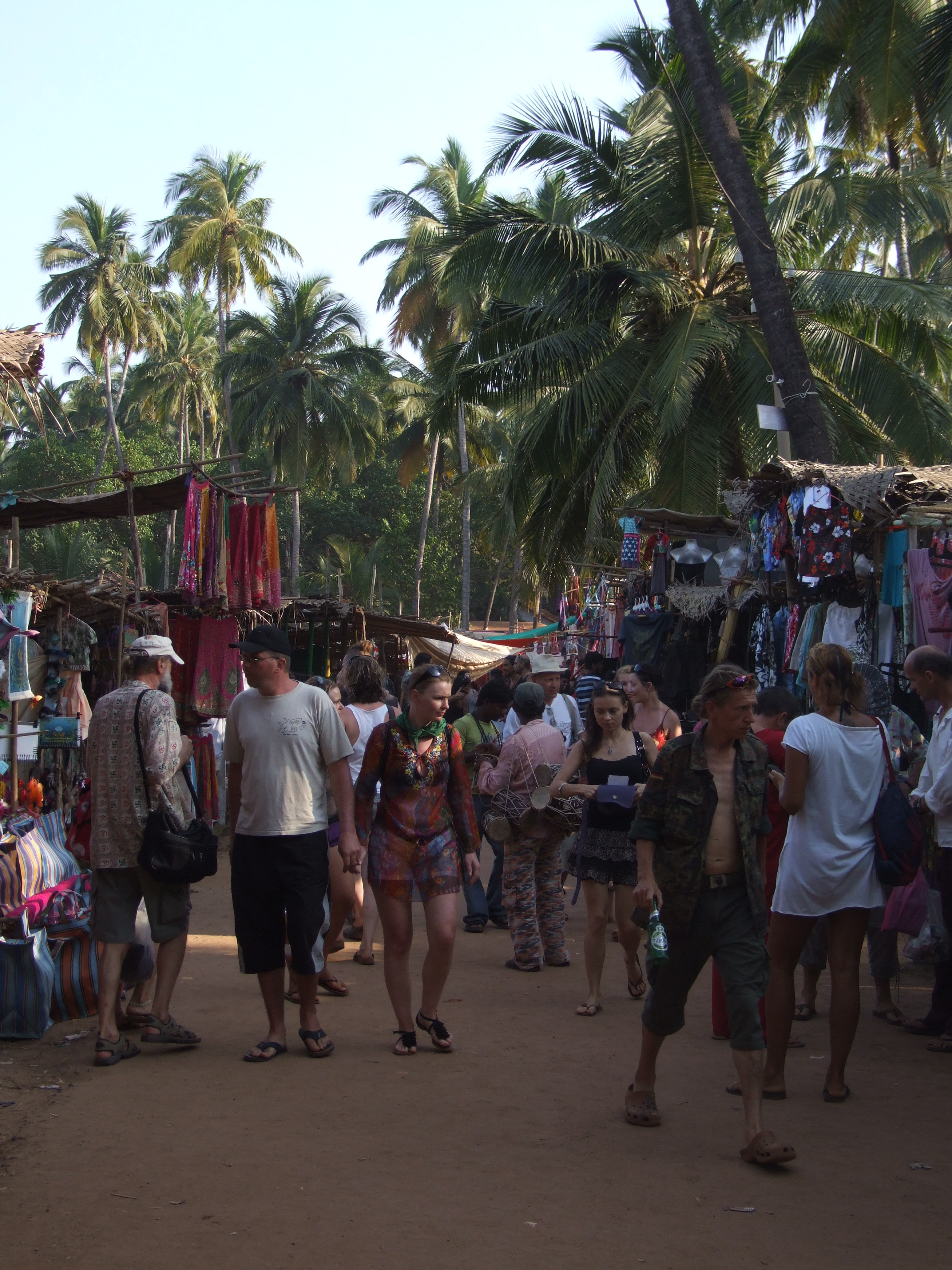
Рынок хиппи в Анджуне.

Основными составляющими образа жизни, по мнению некоторых людей, являются труд (учёба для подрастающего поколения), быт, общественно-политическая и культурная деятельность людей, а также различные поведенческие привычки и проявления.
Образ жизни человека — ключевой фактор, определяющий все виды его здоровья.
Академик Ю. П. Лисицын, опираясь на классификации образа жизни видного профессора И. В. Бестужева-Лады и других, выделяет в образе жизни четыре категории: «… экономическую — „уровень жизни“, социологическую — „качество жизни“, социально-психологическую — „стиль жизни“ и социально-экономическую — „уклад жизни“».
Уклад жизни — образ жизни людей, который определяется:
- характером собственности на средства производства;
- политическими, экономическими, социальными отношениями;
- ведущей идеологией;
- и так далее.

 Стиль жизни — совокупность образцов поведения индивида или группы, ориентированных преимущественно на повседневную жизнь.
Вырабатывается стиль жизни людьми в соответствии с их биологическими, общественными и эмоциональными потребностями.
О стиле жизни судят по внешним формам бытия, в которые входит:
- организация рабочего и свободного времени;
- занятия вне сферы труда;
- устройство быта;
- манеры поведения;
- ценностные предпочтения, вкусы;
- и другое.

Ка́чество жи́зни — междисциплинарное понятие, характеризующее эффективность всех сторон жизнедеятельности человека, уровень удовлетворения материальных, духовных и социальных потребностей, уровень интеллектуального, культурного и физического развития, а также степень обеспечения безопасности жизни.